# Finały NBA 1991

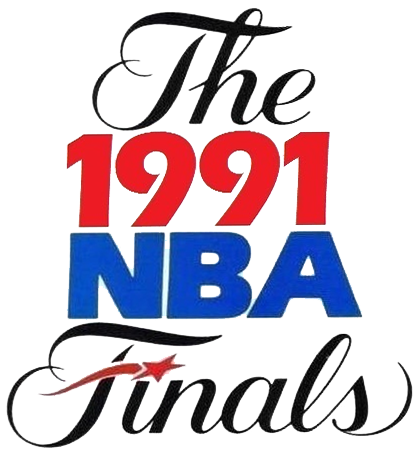

Finały NBA w 1991  rozegrano w dniach 2-12 czerwca 1991 roku. Spotkali się w nich mistrzowie Konferencji Wschodniej – Chicago Bulls oraz  Konferencji Zachodniej – Los Angeles Lakers.
W drodze do finału Bulls pokonali kolejno: New York Knicks 3-0, Philadelphię 76ers 4-1 i w finale Konferencji Detroit Pistons 4-0. Natomiast Lakers zwyciężyli: Houston Rockets 3-0, Golden State Warriors 4-1 i Portland Trail Blazers 4-2.
Mecze rozgrywano w formule 2-3-2. Przewagę własnej hali miała drużyna Bulls.

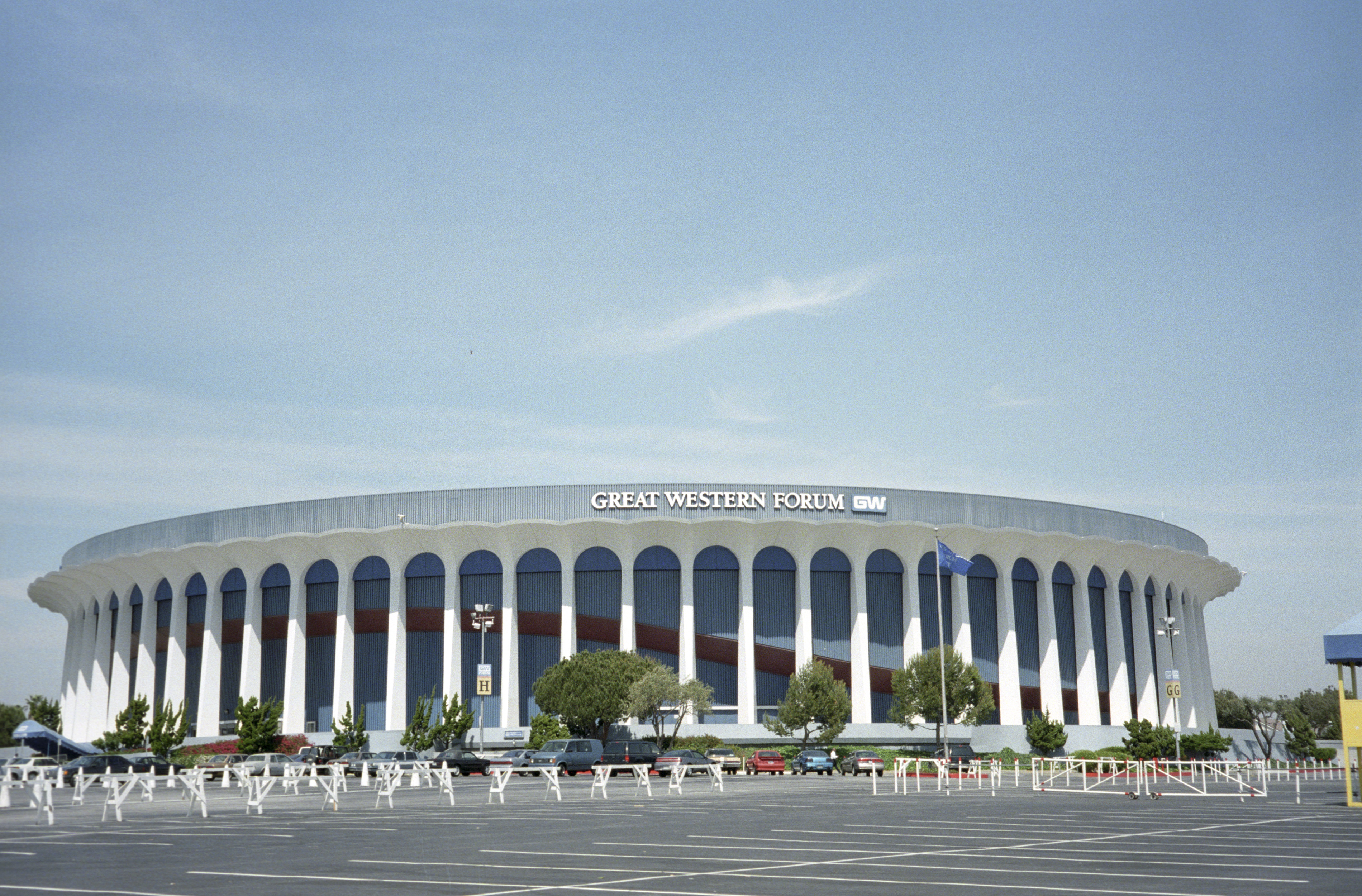
Hala Great Western Forum w Los Angeles

Tytuł mistrza NBA, po raz pierwszy w historii, zdobyła drużyna Chicago Bulls, zwyciężając Los Angeles Lakers 4-1 i rozpoczynając tym samym kilkuletnią dominację w lidze (6 tytułów w ciągu 8 lat).
Tytuł MVP Finałów zdobył po raz pierwszy w swojej karierze Michael Jordan, zdobywając przeciętnie w meczu 31,2 pkt., 11,4 ast. i 6,6 zb.
Finał ten był pierwszym finałem w karierze Jordana, a zarazem ostatnim w karierze Magica Johnsona.
Były to także ostatnie mecze finałowe, które drużyna Lakers rozgrywała w hali Great Western Forum, od 1999 siedzibą zespołu jest hala Staples Center.

## Składy drużyn
| Chicago Bulls | Los Angeles Lakers |
| - 2 – Dennis Hopson - 5 – John Paxson - 10 – B.J. Armstrong - 14 – Craig Hodges - 23 – Michael Jordan (MVP) - 24 – Bill Cartwright - 32 – Will Perdue - 33 – Scottie Pippen - 34 – Stacey King - 42 – Scott Williams - 53 – Cliff Levingston - 54 – Horace Grant | - 4 – Byron Scott - 10 – Larry Drew - 12 – Vlade Divac - 14 – Sam Perkins - 20 – Terry Teagle - 32 – Magic Johnson - 34 – Tony Smith - 35 – Tony Brown - 41 – Elden Campbell - 42 – James Worthy - 43 – Mychal Thompson - 45 – A.C. Green - Irving Thomas |
| Trener: Phil Jackson | Trener: Mike Dunleavy |

## Mecz 1.

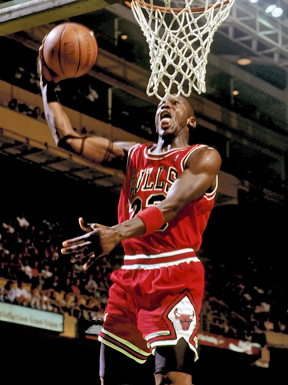
Michael Jordan MVP finału 1991

2 czerwca 1991 r. w Chicago Stadium w Chicago.
Michael Jordan mocno rozpoczął swój pierwszy występ w finałach, zdobywając 15 pkt., mając 3 zbiórki i 5 asyst w pierwszej kwarcie, mimo to Bulls przegrywali. W następnych dwóch kwartach dzięki rzutom za 3 pkt. Magica Johnsona Lakers osiągnęli największą przewagę w meczu. Jordan wrócił do gry w 4. kwarcie, zaliczając 13 pkt., a rzuty wolne Scottiego Pippena dały Bullsom prowadzenie 91-89. Na 14 sekund przed końcem Sam Perkins rzutem z 3 pkt. przywrócił prowadzenie Lakersów 92-91, a kropkę nad "i" postawił Byron Scott, rzucając jeden rzut osobisty. Rzut rozpaczy Pippena chybił i gospodarze zeszli z boiska pokonani. Magic Johnson zaliczył w tym meczu swoje 29. w karierze triple-double w fazie playoff.
| 2 czerwca 1991 | statystyki | Los Angeles Lakers 93 – 91 Chicago Bulls                           | Los Angeles Lakers 93 – 91 Chicago Bulls | Los Angeles Lakers 93 – 91 Chicago Bulls                         |  | Chicago Stadium, Chicago |
| 2 czerwca 1991 | statystyki | Rezultaty w kwartach: 29-30, 22-23, 24-15, 18-23                   |                                          |                                                                  |  | Chicago Stadium, Chicago |
| 2 czerwca 1991 | statystyki | Pkt: Worthy, Perkins po 22 Zb: Vlade Divac 14 As: Magic Johnson 11 |                                          | Pkt: Michael Jordan 36 Zb: Horace Grant 10 As: Michael Jordan 12 |  | Chicago Stadium, Chicago |
| 2 czerwca 1991 | statystyki | L.A. Lakers prowadzi w serii 1-0                                   |                                          |                                                                  |  | Chicago Stadium, Chicago |

## Mecz 2.
5 czerwca 1991 r. w Chicago Stadium w Chicago.
Phil Jackson zdecydował się na śmiały krok w tym meczu, wystawiając w obronie Scottiego Pippena przeciwko Magikowi Johnsonowi, zaś Michaela Jordana naprzeciwko Vlade Divaca. Spowodowało to, że Magic zaliczył tylko 14 pkt i 10 asyst. Bohaterem Bulls był Horace Grant, który w pierwszej połowie zdobył 14 pkt, przy zaledwie 2 Jordana w pierwszych 20 minutach! Jordan jednak trafił zaraz potem 13 kolejnych celnych rzutów, a Bulls zaliczyli 17 z 20 rzutów w trzeciej kwarcie, pomimo problemów z faulami Jordana, który siedział wtedy na ławce. Gdy Michael wrócił przewaga Byków wynosiła już 16 pkt., a po jego powrocie doszło kolejnych 11. Bulls skończyli mecz z rekordem finałów w skuteczności z gry – 61.7%, a Michael Jordan zabłysnął efektownym layupem nad Samem Perkinsem.
| 5 czerwca 1991 | statystyki | Los Angeles Lakers 86 – 107 Chicago Bulls                                                             | Los Angeles Lakers 86 – 107 Chicago Bulls | Los Angeles Lakers 86 – 107 Chicago Bulls                                                                   |  | Chicago Stadium, Chicago |
| 5 czerwca 1991 | statystyki | Rezultaty w kwartach: 23-28, 20-20, 26-38, 17-21                                                      |                                           | |  | Chicago Stadium, Chicago |
| 5 czerwca 1991 | statystyki | Pkt: James Worthy 24 Zb: Magic Johnson, A.C. Green po 7 As: Magic Johnson 10 Minuty: Magic Johnson 43 |                                           | Pkt: Michael Jordan 33 Zb: Michael Jordan, Will Perdue po 7 As: Michael Jordan 13 Minuty: Scottie Pippen 44 |  | Chicago Stadium, Chicago |
| 5 czerwca 1991 | statystyki | 1-1 w serii                                                                                           |                                           | |  | Chicago Stadium, Chicago |

## Mecz 3.
7 czerwca 1991 r. w Great Western Forum w Los Angeles.
W 3. spotkaniu Lakers zaprezentowali słabą grę na tablicach, mając najmniej zbiórek w finałach (zaledwie 29), mimo to dzięki wspaniałej passie w połowie meczu, 18-2, od porażki 49-52 doprowadzili do przewagi 67-54. Chicago odpowiedziało serią 20-7, doprowadzając do remisu 74-74 w 4. kwarcie. Layup Granta dał Bykom 3-punktowe prowadzenie na 1:07 przed końcem, jednak rzuty Perkinsa i Divaca z kolei odwróciły wynik dając 2-punktowe prowadzenie Jeziorowcom. Wyrównał Jordan, doprowadzając do dogrywki. W doliczonych 5 minutach Jordan zaliczył połowę z 12 punktów Byków, przy zaledwie 4 Lakersów, dając swojej drużynie prowadzenie w serii 2-1.
| 7 czerwca 1991 | statystyki | Chicago Bulls 104 – 96 Los Angeles Lakers                         | Chicago Bulls 104 – 96 Los Angeles Lakers | Chicago Bulls 104 – 96 Los Angeles Lakers                  |  | Great Western Forum, Los Angeles |
| 7 czerwca 1991 | statystyki | Rezultaty w kwartach: 25-25, 23-22, 18-25, 26-20                  |                                           |                                                            |  | Great Western Forum, Los Angeles |
| 7 czerwca 1991 | statystyki | Pkt: Michael Jordan 29 Zb: Scottie Pippen 13 As: Michael Jordan 9 |                                           | Pkt: Sam Perkins 25 Zb: Sam Perkins 9 As: Magic Johnson 10 |  | Great Western Forum, Los Angeles |
| 7 czerwca 1991 | statystyki | Chicago Bulls prowadzi w serii 2-1                                |                                           |                                                            |  | Great Western Forum, Los Angeles |

## Mecz 4.
9 czerwca 1991 r. w Great Western Forum w Los Angeles.
Po wyrównanej 1. kwarcie Chicago na początku 2. miało serię 19-9, doprowadzając do wyniku 46-37. Michael Jordan zdobył 11 pkt w tej części gry, zaś Lakers trafili tylko 12 z 41 w ciągu 2. i 3. kwarty. W drugiej połowie Lakers ponieśli wielką stratę, gdy Worthy i Scott opuścili boisko (a być może cały finał) z kontuzjami stawu skokowego i ramienia. Wobec ich nieobecności Bulls wyszli na 16-punktową przewagę w 3. kwarcie, Lakers byli w stanie zmniejszyć deficyt tylko do 7 pkt w 4. kwarcie, ale doskonała gra Pippena i Jordan dała Bykom kolejną serię punktową 19-8 i prowadzenie 3-1 w serii.
| 9 czerwca 1991 | statystyki | Chicago Bulls 97 – 82 Los Angeles Lakers                          | Chicago Bulls 97 – 82 Los Angeles Lakers | Chicago Bulls 97 – 82 Los Angeles Lakers                    |  | Great Western Forum, Los Angeles |
| 9 czerwca 1991 | statystyki | Rezultaty w kwartach: 27-28, 25-16, 22-14, 23-24                  |                                          |                                                             |  | Great Western Forum, Los Angeles |
| 9 czerwca 1991 | statystyki | Pkt: Michael Jordan 28 Zb: Scottie Pippen 9 As: Michael Jordan 13 |                                          | Pkt: Vlade Divac 27 Zb: Vlade Divac 11 As: Magic Johnson 11 |  | Great Western Forum, Los Angeles |
| 9 czerwca 1991 | statystyki | Chicago Bulls prowadzi w serii 3-1                                |                                          |                                                             |  | Great Western Forum, Los Angeles |

## Mecz 5.
12 czerwca 1991 r. w Great Western Forum w Los Angeles.
Lakers wystąpili osłabieni brakiem Worthy'ego i Scotta i nie byli w stanie przeciwstawić się Bykom. Magic Johnson zaliczył rekordowe 20 asyst w grze, ale sam nie mógł nic zdziałać. Wspomógł go tylko Elden Campbell, zaliczając 13 pkt w 1. kwarcie. Pozbawieni swoich gwiazd Lakers dzielnie walczyli i doprowadzili do stanu 93-90 w 4. kwarcie, ale wobec finalnej serii 9-0 Bulls musieli się poddać. W samej końcówce 10 pkt zdobył John Paxson, dając Chicago Bulls i Michaelowi Jordanowi pierwszy tytuł mistrzowski.
| 12 czerwca 1991 | statystyki | Chicago Bulls 108 – 101 Los Angeles Lakers                         | Chicago Bulls 108 – 101 Los Angeles Lakers | Chicago Bulls 108 – 101 Los Angeles Lakers                    |  | Great Western Forum, Los Angeles |
| 12 czerwca 1991 | statystyki | Rezultaty w kwartach: 27-25, 21-24, 32-31, 28-21                   |                                            |                                                               |  | Great Western Forum, Los Angeles |
| 12 czerwca 1991 | statystyki | Pkt: Scottie Pippen 32 Zb: Scottie Pippen 13 As: Michael Jordan 10 |                                            | Pkt: Sam Perkins 22 Zb: Magic Johnson 11 As: Magic Johnson 20 |  | Great Western Forum, Los Angeles |
| 12 czerwca 1991 | statystyki | Chicago Bulls wygrało serię 4-1                                    |                                            |                                                               |  | Great Western Forum, Los Angeles |